# Sean Eldridge
Sean Eldridge (31 de julio de 1986) es un inversionista y activista político estadounidense nacido en Canadá. Es el presidente de Hudson River Ventures, una financiera de inversiones enfocada en pequeñas empresas en Hudson Valley, Nueva York. Es también un prominente activista en favor de la protección al medioambiente, la igualdad de derechos LGBT y de la campaña de reforma financiera en los Estados Unidos.

## Biografía
Nacido en Montreal, Canadá, fue criado en Toledo, Ohio, asistiendo a una escuela pública en Ottawa Hills. Ambos padres son médicos; su padre, Steve Eldridge, es radiólogo y su madre, Sarah Taub, es especialista en medicina familiar. Su madre nació en Petaj Tikva, Israel, siendo hija de refugiados judíos. Su padre se convirtió al judaísmo.
Estudió en el Deep Springs College y luego se graduó en la Universidad Brown, donde contribuyó en la campaña presidencial de los estudiantes por Barack Obama de 2007. Ingresó a la Columbia Law School, sin embargo se retiró para integrarse por completo en la campaña «Freedom to Marry», luego de que el Senado Estatal de Nueva York rechazara el matrimonio igualitario en 2009. 
Tanto él como su marido, Chris Hughes, conocido por ser cofundador de Facebook, apoyan públicamente y financian grupos de interés y candidatos del Partido Demócrata de Estados Unidos. La pareja fue agregada en la portada de la revista The Advocate en mayo de 2011 como parte de un grupo del tema «Cuarenta bajo los 40». También fueron publicados por The New York Times en mayo de 2012.

## Vida personal
Eldridge y Hughes anunciaron su matrimonio en un evento organizado por Freedom to Marry en enero de 2011. Contrajeron matrimonio en junio de ese mismo año en Nueva York, fijando residencia en el mismo Estado.